# Гоген, Александр Иванович фон
Алекса́ндр Ива́нович фон Го́ген (1856—1914) — петербургский архитектор эпохи модерна, академик и действительный член Императорской Академии художеств. Крупнейшие проекты — Петербургская мечеть, музей Суворова, здание Николаевской академии, особняк Кшесинской.

## Биография
Родился в Архангельске в семье дворянина Иоганна фон Гогена, служившего в местном отделении Государственного банка. В 1875 году окончил архангельскую гимназию и поступил в Академию художеств.
Уже через 2 года фон Гоген начал практику. С 1883 по 1887 год работал помощником у архитекторов Павла Юрьевича Сюзора, Александра Фёдоровича Красовского, Ивана Семёновича Богомолова.
В 1883 году окончил академию и поступил на работу архитектором на Сестрорецкий инструментальный завод.
С 1890 года фон Гоген преподавал в Центральном училище технического рисования барона Штиглица, Николаевской инженерной академии, Институте гражданских инженеров и в 1895 году за проект здания для судебных установлений становится академиком архитектуры. С 1896 года действительный член Академии художеств.
С 1893 по 1906 годы фон Гоген занимал должность архитектора двора великого князя Владимира Александровича, а с 1903 года был также архитектором императорского двора. Входил в совет редакции журнала «Зодчий»; по его инициативе создано Общество архитекторов-художников.
Действительный статский советник А. И. фон Гоген, в последние годы не работавший из-за мучительной болезни почек, застрелился в своей квартире на Невском проспекте (дом № 136) вечером 7 марта 1914 года. Надгробие на Смоленском кладбище уничтожено в 1935 году.

## Проекты
- Церковь Божией матери Всех Скорбящих Радости (1893 — 1899). До настоящего времени сохранилась лишь часовня (проспект Обуховской Обороны, 24).
- Особняк княгини Н. К. Вадбольской (9-я линия ВО, 10).
- Особняк Ф. Г. Козлянинова (улица Писарева, 12).
- Особняк балерины М. Ф. Кшесинской (Кронверкский проспект, 1-3)[2].
- Дом И. А. Жевержеева (улица Рубинштейна, 18, левая часть; Графский переулок, 5). 1899.
- Доходный дом Козляниновых (улица Писарева, 10).
- Усадьба А. И. Чернова (1891-1893), при участии А. И. Кузнецова и Г. И. Люцедарского[3] . Октябрьская набережная. 72.
- Главный дом Нижегородской ярмарки (1889—1890, совместно с Г. А. Трамбицким и К. В. Трейманом).
- Флигель и конюшня особняка И. К. Мясникова. улица Восстания, 45 (1895).
- Здание музея А. В. Суворова (1901-1904, при участии Г. Д. Гримма) Санкт-Петербург, Кирочная улица, 43
- Доходный дом Д. И. Менделеева. Большая Пушкарская ул., 26. 1900—1901 (позже надстроен).
- Санкт-Петербургская соборная мечеть (1909—1913 год, совместно с Н. В. Васильевым и С. С. Кричинским)
- Дом 1 (20 по Литейному проспекту) (1895—1898)
- Здание Николаевской академии Генерального штаба (1900— 1901) Суворовский проспект, 32.
- Усадьба Борки (1902—1903).
- Особняк К. А. Варгунина, 1896—1899 — Фурштатская улица, 52.
- Здание Пензенского отделения Крестьянского поземельного банка (1910 — 1912), Пенза, улица Советская, 3.
- Не реализованный проект здания Офицерского собрания (Дом офицеров, Литейный проспект, 20).
- Дворянский и крестьянский поземельный банк в Чернигове (1910-13 гг.) по просп. Мира, 43 (быв. ул. Ленина, до Окт. рев. — Шоссейная).
- Здание Крестьянского банка (1912), Самара, ул. Куйбышева, 153[4].
- Ресторан Донон (1913) на набережной реки Мойки, 24[5].

Памятники и скульптуры (архитектурная часть)
- Царь-плотник
- Пётр I спасает утопающих в Лахте в 1724 году
- Памятник подвигу экипажа миноносца «Стерегущий» в Александровском парке (архитектурная часть; скульптор — К. В. Изенберг, расчёты фундамента — проф. В. Н. Соколовский, литейщик — В. З. Гаврилов; 1908—1910).
- Памятник 1911 г. черноморским (запорожским) казакам, высадившимся на Тамани 25 августа 1792 г. (скульптор А.И. Адамсон).

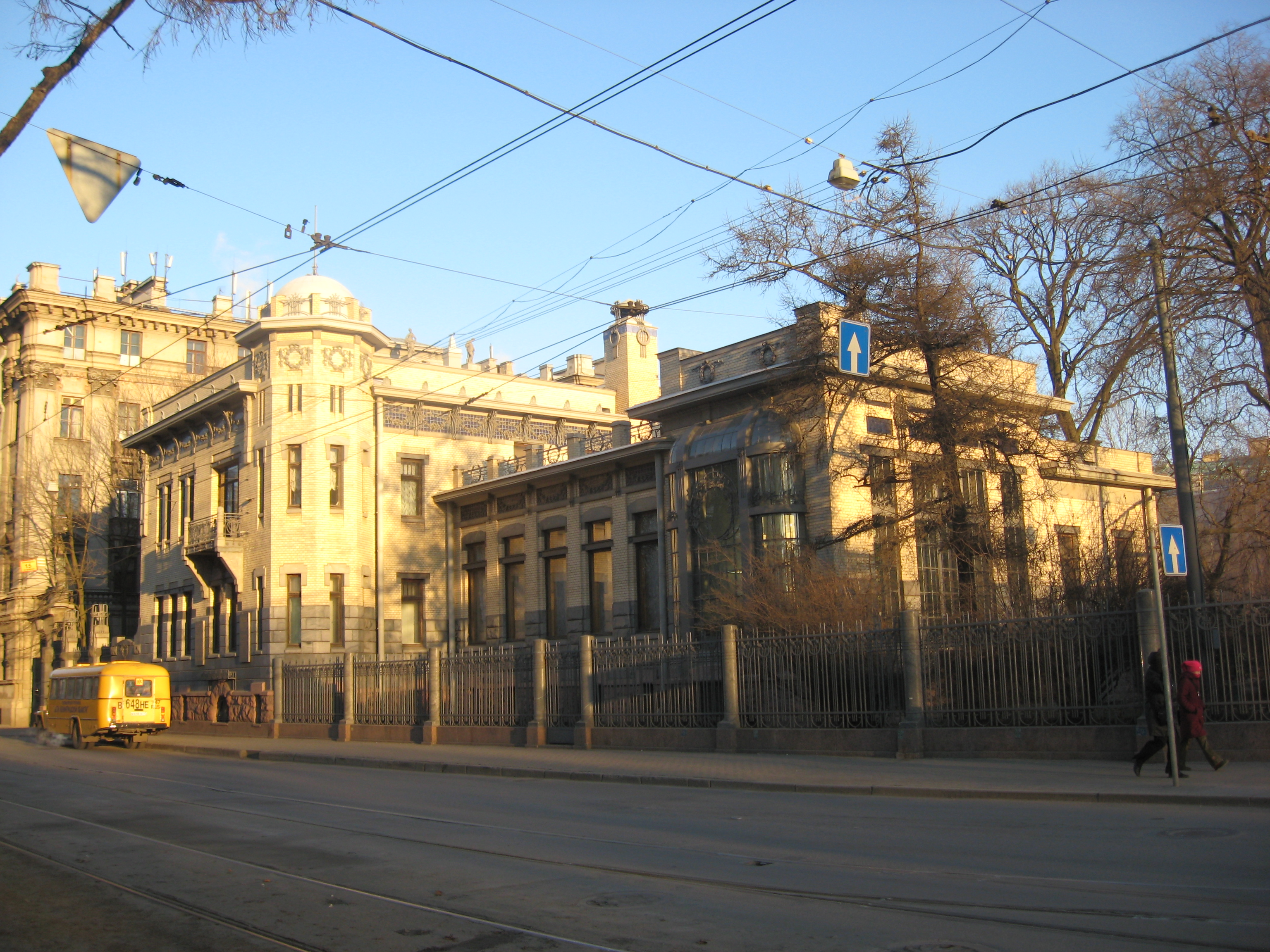
Особняк Кшесинской.
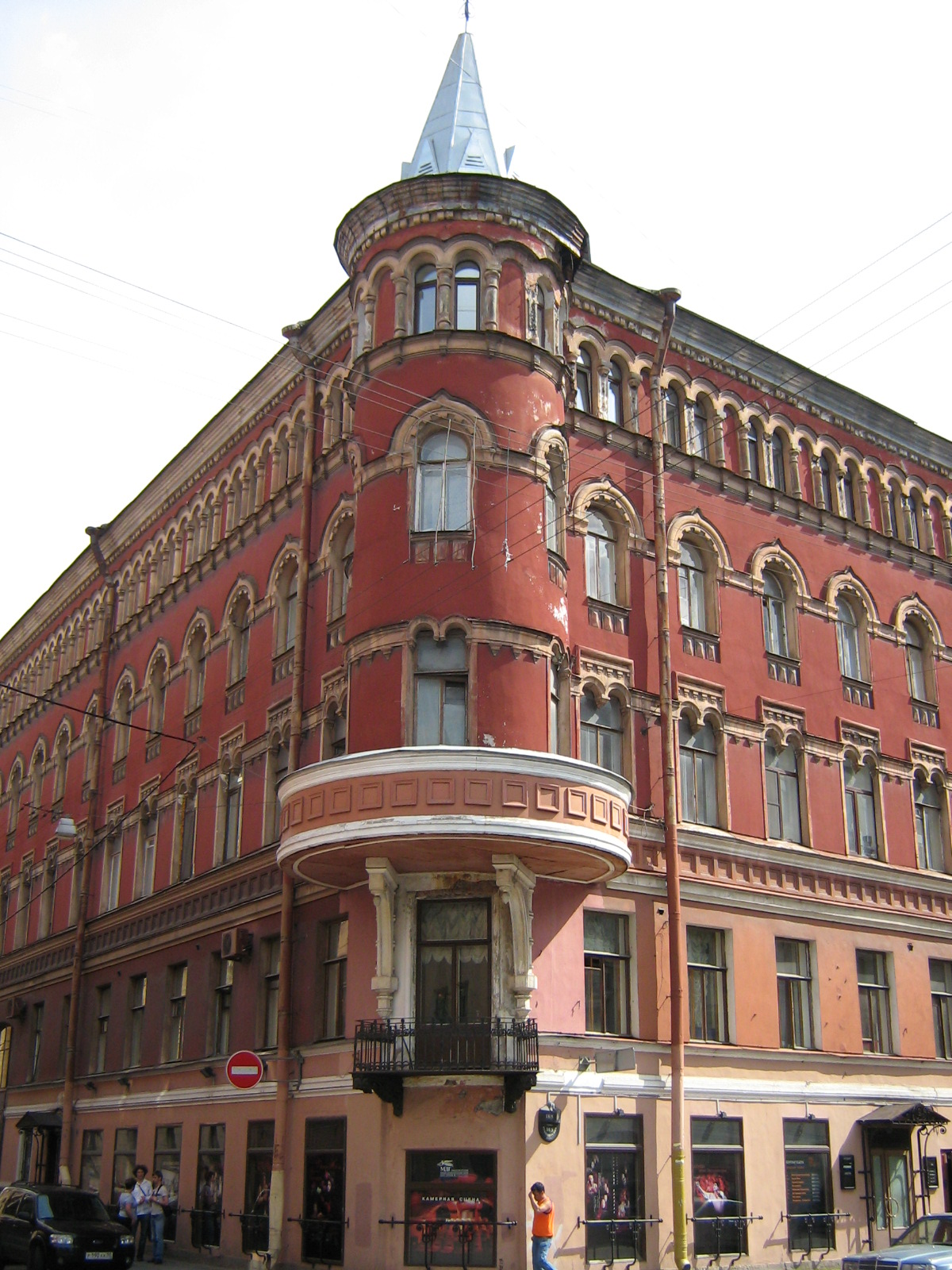
Графский пер., 5 / ул. Рубинштейна, 18 (дом Жевержеева).
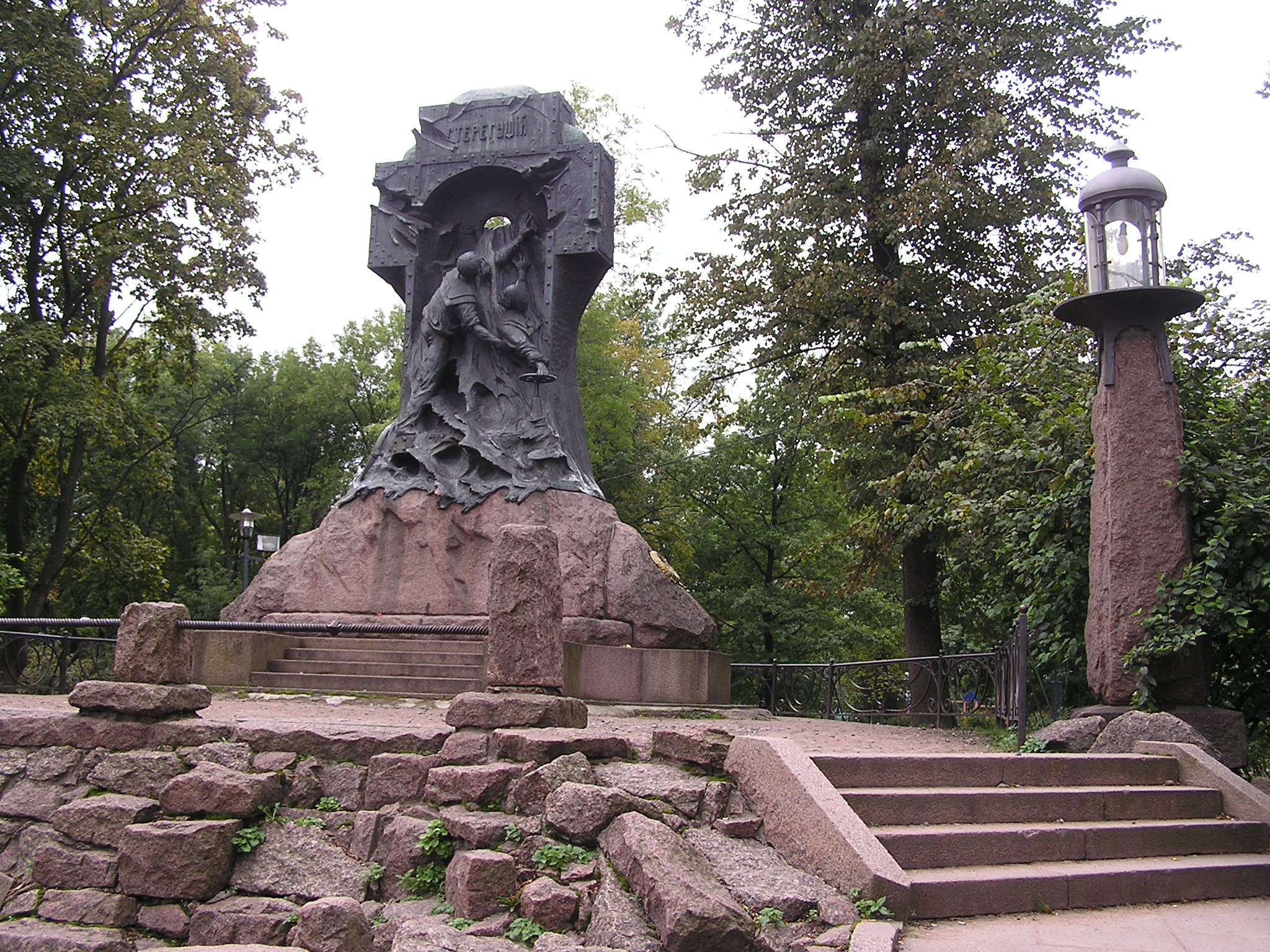
Памятник «Стерегущему»